# Canon Frome
Canon Frome est une paroisse civile et un hameau du Herefordshire, en Angleterre.